# Якименко Дмитро Савич
Дмитро Савич Якименко (1905 -?) — український бандурист і добрий майстер бандур.
Виготовив цілий ряд бандур з перемикачами. Від 1944 працював у Державному українському народному хорі. Пенсіонер, паралізований.
Жив у Києві.